# Karl Kumm
Hermann Karl Wilhelm Kumm (né le 19 octobre 1874 à Markoldendorf ; mort le 22 août 1930), généralement connu sous le nom de Karl Kumm, est un missionnaire et explorateur britannique d'origine allemande.

## Biographie
Karl Wilhelm Kumm est né en 1874 sur le territoire de l'ancien Électorat de Hanovre, associé à l'Angleterre pendant l'union personnelle entre la Grande-Bretagne et le Hanovre, puis du Royaume de Hanovre. Il fréquente le Realgymnasium d'Osterode am Harz jusqu'à l'obtention de l'abitur en 1894. Il part ensuite pour l'Angleterre ; de janvier 1898 à avril 1900, il séjourne en Égypte, voyage en Nubie et dans les oasis du sud du désert de Libye. Après son retour en Allemagne, il étudie aux universités de Heidelberg et de Iéna. En 1903, il obtient son doctorat à l'université de Fribourg avec une thèse sur la géographie économique de la Nubie.
En 1900, Kumm épouse Lucy Guinness (1865-1906), fille du prédicateur évangélique britannique Henry Grattan Guinness, et prend la nationalité britannique. Ils ont deux enfants, nés en 1901 et 1902. Il devient missionnaire chrétien en Haute-Égypte et participe à la fondation de la Sudan Pionier Mission en 1900. Avec son épouse, il fonde en 1904 la Sudan United Mission (SUM) dans le but d'étendre la mission dans les régions majoritairement musulmanes d'Afrique du Nord et d'Afrique centrale. L'opposition politique à son projet de mission, qui vient en partie d'Europe, oblige Kumm à imaginer de nouveaux itinéraires pour son entreprise. Il entreprend des expéditions sur le Niger et le Nil, parcourant notamment la Middle Belt de l'actuel Nigéria. En tant que membre de la Royal Geographical Society, il rédige des rapports détaillés sur ses voyages, qui sont ensuite publiés. 
Après le décès de sa première femme, Kumm épouse en 1912 l'Australienne Frances Gertrude Kumm. Elle devient plus tard une philanthrope connue et la vice-présidente mondiale de la Young Women's Christian Association. Le début de la Première Guerre mondiale interrompt l'activité missionnaire en Afrique. La famille s'installe dans le New Jersey, aux États-Unis. Kumm a fondé plusieurs filiales de la SUM en Grande-Bretagne, aux États-Unis, en France, en Afrique du Sud et au Danemark. 
Plusieurs Églises africaines dont la Church of Christ in Nations (auparavant Church of Christ in Nigeria) et la Sudanese Church of Christ sont les héritières des missions de la SUM. Une université privée située à Vom (État de Plateau, Nigéria) porte son nom.

## Œuvres
- Untersuchungen über den Ursprung des Schönen. Entwurf einer empirischen Ästhetik der bildenden Kunst, Edel, Hannover-Linden, 1896
- Gefallen. Modernes Sittenbild in 5 Aufzügen mit dem Vorspiel „Die Jugend singt“. Ein Beitrag zu den Bestrebungen der Federation britannique continentale et generale, Edel, Hannover-Linden, 1896
- Versuch einer wissenschaftlichen Darstellung der wirtschaftsgeographischen Verhältnisse Nubiens von Assuan bis Dongola. Zusammengestellt nach den Angaben von Reisenden und staatlichen Statistiken, sowie nach eigenen Untersuchungen. Diss. phil. Freiburg/Breisgau 1903. Digitalisat
- The Sudan. A short compendium of facts and figures about the land of darkness, Londres, 1907
- From Hausaland to Egypt, through the Sudan, Londres, 1910
- Khont-Hon-Nofer: the lands of Ethiopia, Londres, 1910